# Nicola Spiess
Pour les articles homonymes, voir Spiess.
Nicola Spiess (ou Nicola Spieß), née le 29 juillet 1958 à Innsbruck, est une skieuse alpine autrichienne. Fille d'Erika Mahringer, ancienne skieuse alpine autrichienne et sœur d'Uli Spiess ancien skieur alpin autrichien

## Coupe du monde
- Meilleur résultat au classement général : 35e en 1975. : 12e en 1976. : 14e en 1977. : 40e en 1978. : 61e en 1979.
- Meilleur résultat au classement de descente 3e en 1976.